# WrestleMania 13
WrestleMania 13 var den 13. udgave af pay-per-view-showet WrestleMania produceret af World Wrestling Federation. Det fandt sted 23. marts 1997 fra Rosemont Horizon i Rosemont nær Chicago, Illinois, hvor der var 18.197 tilskuere.
Showets main event var en VM-titelkamp mellem Sycho Sid og The Undertaker. Derudover mødte Bret Hart og Steve Austin hinanden i en klassisk kamp. 

## Resultater
- Billy Gunn besejrede Flash Funk (med Tracy og Nadine)
- Headbangers (Mosh og Thrasher) besejrede New Blackjacks (Blackjack Windham og Blackjack Bradshaw), The Godwinns (Henry og Phineas) (med Hillbilly Jim), og Doug Furnas og Phil LaFon i en 4-Way Tag Team Elimination Match
- WWF Intercontinental Championship: The Rock besejrede The Sultan (med Bob Backlund og The Iron Sheik)
- Hunter Hearst Helmsley (med Chyna) besejrede Goldust (med Marlena)
- WWF World Tag Team Championship: Owen Hart og British Bulldog kæmpede uafgjort mod Mankind og Vader (med Paul Bearer)
- Bret Hart besejrede Steve Austin i en Submission Match
  - Ken Shamrock var dommer i kampen
  - Taberen var den, der først gav op. Austin nåede dog aldrig at give op, men dommeren stoppede kampen, da Austin besvimede.
- Legion of Doom (Hawk og Animal) og Ahmed Johnson besejrede The Nation of Domination (Crush, Faarooq og Savio Vega) (med Wolfie D, J.C. Ice og Clarence Mason) i en Chicago Street Fight
- WWF Championship: The Undertaker besejrede Sycho Sid i en No Disqualification Match
  - The Undertaker vandt dermed WWF's VM-titel for anden gang.

| Sport | Spire Denne artikel om sport er en spire som bør udbygges. Du er velkommen til at hjælpe Wikipedia ved at udvide den. |